# Brothera himalayana
Brothera himalayana là một loài rêu trong họ Dicranaceae. Loài này được Broth. mô tả khoa học lần đầu tiên vào năm 1901.